# Coendou quichua
Coendou quichua (Кенду кечуа) — вид гризунів родини Голкошерстові (Erethizontidae). 

## Етимологія
"Coendou" — це слово корінних жителів Амазонії для позначення голкошерстів. Qhichua — мова і група корінного населення в Еквадорі, дуже схожої з перуанськими кечуа. Назва походить від області, де мешкає вид в горах Еквадору, на території багатьох громад еквадорських кечуа (quichuas).

## Поширення
Зустрічається в Андах Еквадору і на північному-сході Колумбії.

## Зовнішня морфологія
Довжина голови й тіла: 300-400 мм, довжина задніх лап: 43-58 мм. Схожий на Coendou bicolor, але менший і хвіст коротший: 50-60% довжина тіла й голови. Також тіло порівняно вужче й вібриси коротші. Спинні колючки тонкі й триколірні, з блідими кінчиками й різної довжини. Зубна формула: I 1/1, C 0/0, P 1/1, M 3/3; загальна кількість зубів: 20. 

## Поведінка
Мало відомо про його поведінку та біологію, але ймовірно як і інші члени роду він нічний, деревний, харчується фруктами й насінням.

## Загрози та охорона
Основні загрози: вирубка лісів, фрагментація місць проживання і сільське господарство. Мешкає на деяких природоохоронних територіях.